# Leopardovka
Leopardovka (znanstveno ime Zamenis situla) je vrsta nestrupenih kač iz družine gožev, ki je endemična v delih Evrope, Male Azije in Kavkaza.

## Razširjenost
Leopardovka je pogosta v Albaniji, Bosni in Hercegovini, Bolgariji, Hrvaški, Grčiji, Italiji, Makedoniji, Malti, Srbiji, Črni gori, Turčiji, Ukrajini ter najverjetneje na Cipru. V Sloveniji je uvrščena na Seznam zavarovanih živalskih vrst; na Slovenskem sicer njeno pojavljanje še ni bilo zanesljivo potrjeno, živi pa v bližini meje, tako da so najdbe v prihodnosti verjetne.

## Opis
Osnovna barva leopardovke je siva ali peščeno rjava. Po hrbtu ima ta kača po celi dolžini razporejene črno obrobljene rjave pege, ki spominjajo na vzorec leoparda, po čemer je dobila tudi ime, po bokih pa ima črne pike. Trebuh je bel s črnim karirastim vzorcem. Odrasli primerki dosežejo dolžino do 90 cm. Rep je dolg približno 16 cm.